# Bão Ballos
Bão Ballos là một xoáy thuận ngoài nhiệt đới đáng chú ý đã gây ra lũ lụt tàn phá khắp Hy Lạp vào giữa tháng 10 năm 2021. Đây là cơn bão thứ 2 của mùa bão ở châu Âu 2021-22, sau bão Athina.

## Lịch sử khí tượng
Vào ngày 11 tháng 10, một xoáy thuận ngoại nhiệt đới hình thành ở Biển Đen, với áp suất khí quyển là 1.005 mbar (1.005 hPa). Sau đó, bão di chuyển nhanh vào biển Tyrrhenum gần miền nam nước Ý, trong đó nó đạt áp suất 1.010 mbar (1.010 hPa). Đến ngày 13 tháng 10, Cơ quan Khí tượng Quốc gia Hellenic đặt tên cho bão là “Ballos”, cơn bão thứ hai trong danh sách đặt tên hợp tác của cơ quan. Bão đổ bộ Hy Lạp ngày 14 tháng 10 rồi suy yếu dần. Sang ngày 15, bão tiếp tục suy yếu. Đến ngày 16 tháng 10, bão tan.

## Ảnh hưởng
Tại Hy Lạp mưa lớn và lũ lụt ở Athens vào ngày 15 tháng 10 và một số hòn đảo khác đã được báo cáo. Dự báo sẽ có mưa lớn trong ngày 15 tháng 10 ở Đông Macedonia và Thrace và báo động đỏ với mưa lớn và giông bão nghiêm trọng ở các đảo Bắc Aegean. Lũ quét, ngập lụt nghiêm trọng đã gây ảnh hưởng không nhỏ đến cuộc sống của người dân Hy Lạp. Ngoài ra, gió giật mạnh đã quật đổ cây cối, gây tốc mái nhà cửa và đã làm hư hỏng mạng lưới điện gây ra mất điện ở một số vùng. Không chỉ gây ra mưa gió mạnh, bão còn gây ra một số trận tuyết đầu mùa ở Tây Macedonia.